# Hayri Gür Spor Salonu
L'Hayri Gür Spor Salonu è un grande centro polivalente dedicato a sport, spettacoli e congressi situata a Pelitli vicino a Trebisonda.

## L'edificio
Costruita tra il 2009 e il 2010, l'arena è stata inizialmente progettata per contenere 5000 posti ma in seguito è stato deciso di ampliare la struttura fino a 7500 posti a sedere.
L'Hayri Gür Spor Salonu è costato 14 milioni di $.
Inizialmente la struttura si chiamava Pelitli Spor Salonu per via dell'ubicazione ma successivamente è stato deciso di dedicare il palazzetto a Hayri Gür ex allenatore del Trabzonspor Basketbol Kulübü Derneği deceduto nel 2010 all'età di 98 anni.
L'edificio dispone di due campi da pallacanestro, ambulatori per l'assistenza sanitaria, sale per congressi e riunioni, un ambulatorio per il test anti-doping ed un parcheggio con 456 posti auto.
Il palazzetto è stato inaugurato il 9 maggio 2011.
Nel 2015 ha ospitato la Final Four della coppa europea di pallacanestro EuroChallenge, conclusasi con la vittoria del JSF Nanterre sulla formazione di casa del Trabzonspor BK.

## Eventi
- Festival olimpico della gioventù europea: Trebisonda 2011